# Mella (Cuba)
Pour les articles homonymes, voir Mella.
Mella est une ville et une municipalité de Cuba dans la province de Santiago de Cuba.

## Étymologie
La municipalité tire son nom du révolutionnaire Julio Antonio Mella (1903-1929), assassiné pendant son exil au Mexique.

## Géographie

### Situation
La municipalité est dans le sud de l'île de Cuba, dans l'ouest de la province de Santiago de Cuba, dans la plaine du Cauto, au nord de la sierra Maestra et à l'ouest de la sierra de Nipe (es) (cette dernière faisant partie de la chaîne montagneuse Nipe-Sagua-Baracoa (en)).
La ville est à 819 km sud-est de La Havane et 64 km nord de sa capitale de province Santiago de Cuba. Elle est en rive est du réservoir Protesta de Baragua, alimenté principalement par le Cauto.

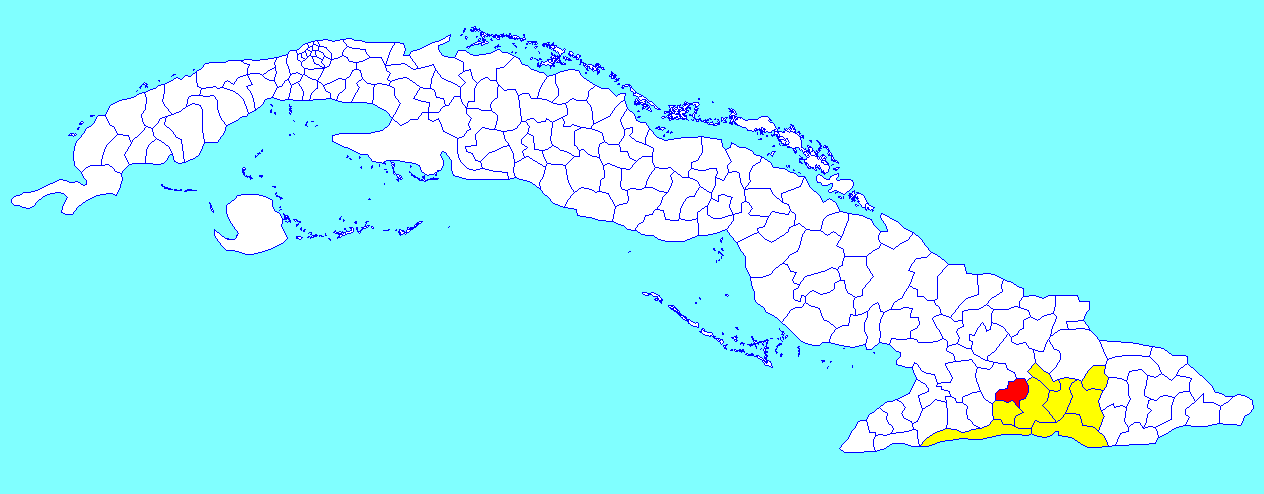
Municipalité de Contramaestre dans la province de Santiago de Cuba

### Divisions administratives
La municipalité inclut huit consejos populares : 
- Oscar Lucero
- Julio Antonio Mella
- Mangos de Baraguá
- Palmarito de Cauto
- Regina
- 21 de Abril
- Batallán
- Pinalito

## Population
En 2022, la population était estimée à 34 031 habitants ; pour une surface de 332,2 km2, la densité de population est de 102,5 habitants/km².